# 大﨑万菜
大﨑 万菜（おおさき まな、2002年5月3日 - ）は、日本の女子バスケットボール選手である。ポジションはスモールフォワード。Wリーグの三菱電機コアラーズ所属。

## 来歴
高知県出身。
高知中央高校で全国大会を経験。
卒業後、三菱電機コアラーズに加入。